# Bloemhof Dam
Der Bloemhof Dam (deutsch Bloemhof-Stausee; ehemals Oppermansdrif Dam) ist eine Talsperrenanlage in Südafrika.

## Beschreibung
Das Bauwerk liegt auf dem Gebiet der Provinzen Freistaat und Nordwest bei Bloemhof; die Staumauer befindet sich östlich der Stadt. Der Stausee wird als wasserwirtschaftliche Anlage vom Staatsunternehmen Rand Water genutzt. Er ist rund 223 km² groß und fasst etwa 1.269.000.000 Kubikmeter Wasser. Die Staumauer ist wegen der geringen Niveauunterschiede 4270 Meter lang, der zentrale Überlauf aus Beton ist 305 Meter lang. Die mittlere Wassertiefe beträgt 18 Meter. Die Talsperre staut das Wasser des Vaal sowie des Vet.
Ihre Errichtung begann in den späten 1960er Jahren und wurde 1970 abgeschlossen.
Am Stausee befinden sich die Naturschutzgebiete Bloemhof Dam Nature Reserve (Nordwest, 250 km² groß) und Sandveld Nature Reserve (Freistaat, 370 km²).

## Nutzung
Der Stausee dient der Wasserversorgung des unteren Vaal-Tales. Der größte Anteil des Wassers wird rund 100 Kilometer flussabwärts im Vaalharts Government Water Scheme genutzt, wo über das Vaalharts Storage Weir und ein Kanalsystem rund 37.000 Hektar künstlich bewässert werden. In der Umgebung des Stausees entlang des Vaal werden etwa 17.000 Hektar bewässert. Das Klima ist mit jährlichen Niederschlagsmengen um 470 Millimeter und einer geschätzten Verdunstungsmenge von 1800 Millimeter semiarid.